# 岩崎良美
岩崎良美（日语：／ Iwasaki Yoshimi，1961年6月15日—），日本東京都江東區人，是日本知名的實力派女歌手及演員，隸屬於青年座映畫放送部（演員活動）及 agense de 原生林（音樂活動）。她的姐姐岩崎宏美也是家喻戶曉的歌手。其代表歌曲是電視動畫《鄰家女孩》主題曲 TOUCH。
受到大她3歲，當時已是在日本歌壇極受歡迎的二姐岩崎宏美的影響，岩崎良美於1980年二月份推出首張單曲 《紅與黑》正式出道。借著姐姐的名氣及自身優秀的歌藝，岩崎良美很快就受歡迎，人氣與遲她兩個月發片的松田聖子齊名。年末與同年出道的田原俊彥、河合奈保子、柏原芳惠及松田聖子等一同獲得多項新人賞，並獲邀與姐姐一同參加該年的紅白歌合戰，成為紅白史上首次姐妹同台演出。
1985年第20張單曲《TOUCH》被選為大紅電視動畫劇《鄰家女孩》的主題曲而大受歡迎，令自1981年声勢已滑落的岩崎良美再度受到注目。該曲也因此成為她的至今的代表作品。
1986年岩崎良美主唱的《青春》被選為「第58屆選拔高校棒球大會」入場曲，因姐姐宏美曾於1983憑其1982年的大熱歌曲《聖母們的搖籃曲》被選為「第55屆選拔高校棒球大會」，結果成為日本史上第一對姐妹歌手同時有歌曲曾被選為該盛會的入場曲。
除了歌唱之外，岩崎良美在1984年也開始參與電視劇的拍攝，並演出了多部日本火紅電視劇作品而受注目，尤其是NHK大河劇系列《女太閤記》中的角色豪姫和在2006年的劇集《家族善哉》（飾演佐伯芙美子）。
80年代末開始接觸舞台劇，自今已是極負盛名的舞台劇表演者。
2008年與姐姐岩崎宏美首次聯手舉行姐妹演唱會《Precious Night》大獲好評。自此多次與姐姐一同舉辦演唱會。
2015年慶祝踏入歌壇35年，發表了自己填詞的單曲《My Life》 。

## 音樂作品

### 單曲
1. 赤と黒（1980年2月21日）
2. 涼風（1980年5月21日）※「資生堂洗頭水」廣告歌曲
3. あなた色のマノン（1980年8月21日）※紅白歌合戰出場曲
4. I THINK SO（1980年12月21日）※「東洋時計」廣告歌曲
5. 四季（1981年3月21日）
6. LA WOMAN（1981年6月5日）
7. ごめんねDarling（1981年9月5日）
8. 愛してモナムール（1982年1月21日）
9. どきどき旅行（1982年4月21日）
10. マルガリータガール ／ Vacance（1982年7月21日）※兩A面
11. 化粧なんて似合わない（1982年10月5日）
12. 恋ほど素敵なショーはない （1983年1月21日）※「日清製油」豆乳廣告歌曲
13. ラストダンスには早過ぎる（1983年4月21日）
14. 月の浜辺（1983年7月21日）
15. オシャレにKiss me（1983年10月21日）
16. プリテンダー（1984年1月5日）※「日清製油」豆乳廣告歌曲
17. 愛はどこに行ったの（1984年4月21日）
18. くちびるからサスペンス（1984年7月5日）※「日清製油」豆乳廣告歌曲
19. ヨコハマHeadlight（1984年10月21日）
20. タッチ（1985年3月21日）
  - A面：タッチ（『鄰家女孩』OP1）／B面：君がいなければ（『鄰家女孩』ED1）
21. 愛がひとりぼっち（1985年10月16日）
  - A面：愛がひとりぼっち（『鄰家女孩』OP2）／B面：青春（『鄰家女孩』ED2）
22. チェッ!チェッ!チェッ!（1986年6月5日）
  - A面：チェッ!チェッ!チェッ!（『鄰家女孩』OP3）／B面：約束（『鄰家女孩』ED3）
23. 情熱物語（1987年2月5日）
  - A面：情熱物語（『鄰家女孩』OP5）／B面：野球（『鄰家女孩』插入曲）
24. TOUCH 12 inch club mix（1987年3月21日）※12吋單曲
25. ONLY HE ／ オ・ニ・ヴァ（ON Y VAS）（1987年8月5日）※兩A面
26. 硝子のカーニバル（1989年7月1日）※「Camellia Diamond」廣告歌曲，CBS Sony發行
27. Message（1998年11月1日）※Indies Label發行
28. Comme l'oiseau:鳥になって（2001年12月10日）※Indies Label發行
29. タッチ 21st century ver.（2007年4月18日）
30. ココロの色（2009年10月1日）
31. 涼風2012（2012年10月24日）
32. ふれて風のように2012（2012年10月24日）
33. 愛がひとりぼっち2012（2012年12月12日）
34. リボン（2016年2月24日）

### 專輯
- Ring-a-Ding
- SAISONS
- Weather Report
- 心のアトリエ
- Cecile
- SINGLES（精選專輯）
- 唇に夢の跡
- LIVE～女の子だけのコンサート～（演唱會／音樂會專輯）
- Save me
- best Palette（精選專輯）
- Wardrobe
- best cologne（精選專輯）
- half time
- タッチ
- cruise
- blizzard
- TOUCH（12吋專輯）
- 床に、シンデレラのTシャツ。
- 月夜にGOOD LUCK （CBS Sony發行）
- YOSHIMI La confusion （Indies Label）
- MY これ!クション 岩崎良美BEST（精選專輯，波麗佳音發行）
- Qui est-ce?（Indies Label）
- りばいばる?岩崎良美（精選專輯，波麗佳音發行）
- 「岩崎良美」SINGLESコンプリート
- タッチ（21st century ver.）

## 參與作品

### 電視劇
- 江戸の鷹 御用部屋犯科帖 （1978年5月、朝日電視台）
- 必殺仕事人 （1979年6月15日「第5話・三十両で命が買えるか？」、朝日放送／飾演 お咲）
- 欽ちゃん劇場・とり舵いっぱーい!（1980年、日本電視台）
- スターダッシュNO1! (1980年、TBS／飾演 雪江)
- 女太閤記 （1981年、NHK大河劇／飾演 豪姫）
- 真夜中の匂い （1984年、富士電視台／飾演 土屋雅美）
- School Wars （1984年、TBS／飾演 山崎加代）
- 月曜ワイド劇場「十七嵗非行妻」（1985年、朝日電視台） - 主演
- ドラマ人間模様「てのひらの虹」（連續4回）（1986年、NHK／飾演 吹雪奈美）
- 火曜サスペンス劇場（NTV）

1986年六月の花嫁シリーズ3「ウエディングベル」（1986年6月） - 主演
「浅見光彦ミステリー4 美濃路殺人事件」 （1988年 日本電視台／飾演 月岡ミキ）
「朝もやの中に街が消える」（1991年）
- 白虎隊 （1986年、日本電視台／飾演 中野竹子）
- ザ・スクールコップ （1988年、富士電視台）
- 妻そして女シリーズ「HOW TO結婚」 （1989年、TBS系）
- 花真珠 （1990年4月 - 9月、讀賣電視台晨間連續電視劇／飾演 桜井紀子）
- 金(キム)の戦争 ライフル魔殺人事件 （1991年 富士電視台）
- 世界奇妙物語 『Happy Birthday to My Home』 （1991年 富士電視台）
- 月曜・女のサスペンス「殺意の崖」（1991年、東京電視台 / Protx / Cream International）
- 大空港'92 第1話「愛の旅立ち・二重結婚サギ!?消えた夫の秘密」（1992年 朝日電視台）
- 土曜ワイド劇場 （朝日電視台）

「美人デザイナー殺し」（1993年、飾演 大林美希）
「家政婦は見た!15」（1996年）
「温泉若おかみの旅情殺人推理」（1998年、飾演 宮原幸子）
- 激走戰隊車連者 （1996年、朝日電視台／飾演 天馬良江）
- 虹のかなた （2004年、毎日放送Drama 30／飾演 遠藤美由紀）
- 家族善哉 （2006年、毎日放送Drama 30／飾演 佐伯芙美子）

### 其他節目
- 徹子的部屋 （朝日電視台）
- 笑っていいとも! （富士電視台）
- ライオンのごきげんよう （富士電視台）
- 一枚的冩真 （富士電視台）
- 午後は○○おもいッきりテレビ （日本電視台）

### NHK紅白歌合戰出場紀錄
| 年份/屆數                 | 出場次數 | 曲目             | 出演次序 | 對戰歌手 |
| ------------------------- | -------- | ---------------- | -------- | -------- |
| 1980年（昭和55年）/第31回 | 初       | あなた色のマノン | 5/23     | 西城秀樹 |

## 外部連結
- （日語） 官方网站
- （日語） agense de 原生林 （页面存档备份，存于）
- （日語） official blog （页面存档备份，存于） - 岩崎良美官方日記
- 岩崎良美的X（前Twitter） （日語）
- 岩崎良美的Instagram帳戶 （日語）